# Экономика Севастополя

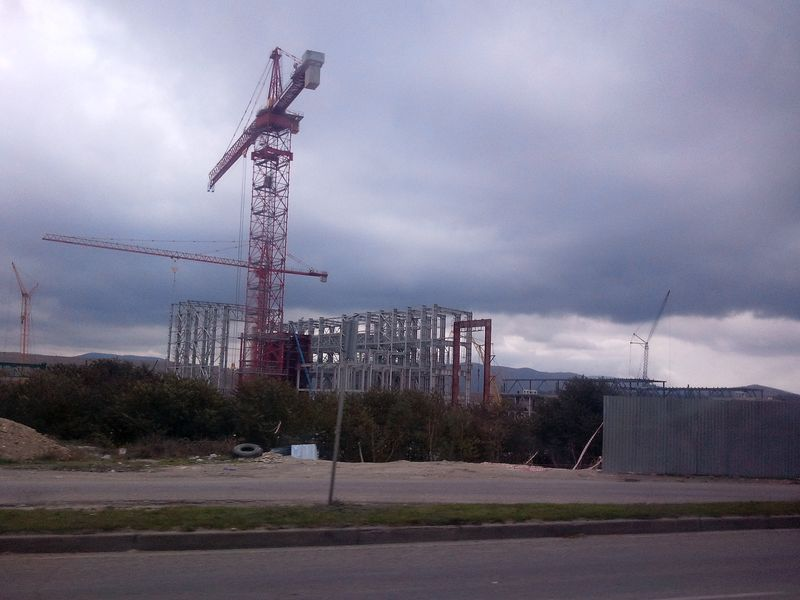
Строительство Севастопольской ТЭС

Основные отрасли экономики Севастополя — промышленность, туризм, строительство, здравоохранение, ВПК, торговля. Ввиду федерального статуса города, важную роль в его экономике занимает государственный сектор, различного рода субсидии и транферты, которые однако осваиваются не в полной мере, образуя достаточно обширный профицит бюджета. Вклад ВРП Севастополя в ВВП России составляет около 0,1 %.
Из предприятий выделяются Севастопольская ТЭЦ и Севастопольский морской завод. Экономика города в транспортном отношении тесно связана с соседней более крупной экономикой республики Крым.

## История
В советское время Севастополь имел статус закрытого города, что отражалось и на его экономике. В этот период главную экономическую роль в городе играл советский флот. После получения независимости Украины город развивался преимущественно как центр курортного и международного (российского) туризма, принимая до 11 % всех иностранных гостей Украины в год.
В 2015 году началось строительство Балаклавской ТЭС.
В декабре 2017 года началось строительство севастопольского участка федеральной автомобильной дороги «Таврида».
8 февраля 2018 года в Севастополе началось строительство 31-километрового газопровода высокого давления, который позволит значительно повысить уровень газификации города.
В октябре-декабре 2018 года была введена в эксплуатацию новая Балаклавская ТЭС мощностью 470 МВт.

## Статистика
|                                                               | 2014 | 2015  | 2016  | 2017  | 2018  |
| Валовой региональный продукт Севастополя, млрд рублей         | 30   | 49    | 66    | 71    | 79,3  |
| Валовой региональный продукт Севастополя, $млн                | 781  | 797   | 997   | 1225  |       |
| Рост физического объёма ВРП Севастополя, % к предыдущему году |      | 4,5   | 7,7   | 2,2   |       |
| Доля Севастополя в валовой добавленной стоимости России, %    | 0,05 | 0,07  | 0,10  | 0,10  |       |
| Инвестиции в основной капитал в Севастополе, млрд рублей      | 3    | 7     | 19    | 50    | 41    |
| Инвестиции в основной капитал в Севастополе, $млн             | 88   | 107   | 281   | 849   | 647   |
| Среднемесячная зарплата в Севастополе, рублей                 |      | 21848 | 24259 | 27687 | 30968 |
| Среднемесячная зарплата в Севастополе, $                      |      | 358   | 367   | 475   | 494   |